# Kellinghusen
Kellinghusen er administrationsby og en kommune i det nordlige Tyskland, beliggende i Amt Kellinghusen i den nordøstlige del af Kreis Steinburg. Kreis Steinburg ligger i sydvestlige del af delstaten Slesvig-Holsten.

## Geografi
Byen ligger nordøst for Itzehoe. Floden Stör løber gennem Kellinghusen, og dens vandstand er påvirket af tidevandet. I Kellinghusen er tidevandsforskellen omkring 1,50 m, i Itzehoe ca. 2,50 m . Et par gange om året går Stör sine bredder, så enkelte veje må spærres.
Der må sejles med motorbåde på Stör til Kellinghusen, men det bliver forbudt et stykke ovenfor havnen, da vandstanden bliver for lav.
Kellinghusen ligger ved Naturpark Aukrug. De bakkede omgivelser i Naturparken er et meget brugt ferieområde, f.eks i Stör- og Bramaudalene. I bydelen Rensing ligger Rensinger See. Andre bydele er Feldhusen, Grönhude, Mühlenbek, Overndorf, og Vorbrügge.
Bundesstraße B206 går gennem kommune, men er ført uden om byen med en omfartsvej.

## Historie

### I middelalderen
Kellinghusen kendes historisk tilbage til 1148, da en Thoto von Kerleggehusen omtales i skriftlige kilder, muligvis øverstbefalende på en borg anlagt til beskyttelse af Stellau kirke. Også i 1196 omtales en Johannes von Kelinghusen. Bebyggelsen er formentlig opstået som et sted for træhandel på Stör, og i begyndelsen bestod bebyggelsen af 18 huse; omkring midten af 17. århundrede bestod bebyggelsen af 35 huse.

### Handelsflækken
I det 16. og 17. århundrede lå Kellinghusen på handelsruten mellem Lübeck og Stör. Fra Oldesloe eller Moisling til Kellinghusen blev varerne omladet og transporteret med pramme. Krempe drev i 1627 handel med øl, malt, byg, havre og andet i pramme til Kellinghusen og Lübeck. Handelen var formentlig ret omfattende, og da det blev konstateret, at der ikke var blevet betalt told i Oldesloe som forudset, meddelte fragtmændene, at de havde transporteret varer i mange år uden at betale. Foruden de nævnte varer fragtedes som transitvarer ad denne rute hør, voks, talg, smør, tjære og tran fra Østersøområderne samt hvidt brød fra Lübeck selv, det sidste i et omfang, der fik byerne i marskområderne til at få udvirket et kongeligt forbud.
Kirken blev ødelagt i 1686 men istandsat igen med tårn og orgel. I årene 1714-1719 var danske militærfolk indkvarterede i byen.
Kellinghusen fik status af flække i 1740. Et postkontor blev indrettet i 1775 (i 1812 ophøjet til ekstrapoststation) og et gilde fra 1776.
I 1813 var byen indkvarteringssted for kosakker, den russisk-tyske legion og svenskere på gennemrejse.

### I Helstaten
Indbyggertallet var 880 i 1835, 925 i 1840, 1.452 i 1845, 1.744 i 1855 og 2.009 i 1860.
Af fremstillingsvirksomheder fandtes i 1841: 3 lertøjsfabrikker, 1 sæbefabrik, 1 tobaksfabrik, 2 lakfabrikker og 3 eddikefabrikker. 18 personer var beskæftigede ved træhandel. I byen fandtes et apotek og 2 læger. En sparekasse blev oprettet i 1840. Byen havde 3 skoler og 100-150 elever.
De hjemmehørende handelsskibes antal og læstedrægtighed fremgår af nedenstående tabel:
| År   | Antal | kmcl |
| ---- | ----- | ---- |
| 1832 | 20    | 70   |
| 1833 | 21    | 73   |
| 1834 | 21    | 73   |
| 1835 | 21    | 73   |
| 1836 | 21    | 73   |
| 1837 | 20    | 61½  |
| 1838 | 20    | 51   |
| 1839 | 19    | 48½  |

Kellinghusen fik købstadsrettigheder i 1877.
Byen havde 5.200 indbyggere i 1910, sysselsat ved bl.a. maskinfabrik, bryggeri og kornhandel.

## Politik

### Borgmestre
- 1950 - 1953 Gerhard Muhs (uafhængig),
- 1953 - 1971 Paul Jeske (uafhængig),
- 1971 - 1976 Herbert Hinz (CDU),
- 1977 - 1982 Helmut Hagedorn (CDU),
- 1982 - 1992 Franz-Joseph Kuß (uafhængig),
- 1992 - 2002 Siegfried Kalis (SPD),
- 2002 - 2010 Helga Nießen (uafhængig)
- 2010 - ... Axel Pietsch (BFK)